# Веб-сервер

Архитектура серверов фонда Викимедиа

Веб-се́рвер — сервер, принимающий HTTP-запросы от клиентов, обычно веб-браузеров, и выдающий им HTTP-ответы, как правило, вместе с HTML-страницей, изображением, файлом, медиа-потоком или другими данными.
Веб-сервером называют как программное обеспечение, выполняющее функции веб-сервера, так и непосредственно компьютер (см.: Сервер (аппаратное обеспечение)), на котором это программное обеспечение работает.
Клиент, которым обычно является веб-браузер, передаёт веб-серверу запросы на получение ресурсов, обозначенных URL-адресами. Ресурсы — это HTML-страницы, изображения, файлы, медиа-потоки или другие данные, которые необходимы клиенту. В ответ веб-сервер передаёт клиенту запрошенные данные. Этот обмен происходит по протоколу HTTP.

## Дополнительные функции
Веб-серверы могут иметь различные дополнительные функции, например:
- автоматизация работы веб-страниц;
- ведение журнала обращений пользователей к ресурсам;
- аутентификация и авторизация пользователей;
- поддержка динамически генерируемых страниц;
- поддержка HTTPS для защищённых соединений с клиентами.

Часто на компьютере вместе с веб-сервером устанавливается также и почтовый сервер.

## Программное обеспечение
На 2022 год наиболее распространённым веб-сервером, занимающим более 22 % рынка, является Apache — свободный веб-сервер, наиболее часто используемый в UNIX-подобных операционных системах.
Некоторые другие известные веб-серверы:
- Nginx — популярный веб-сервер, чаще всего используемый как обратный прокси и для раздачи статических файлов.
- Lighttpd — свободный веб-сервер, разрабатываемый с расчётом на скорость и защищённость, соответствие стандартам и с небольшим размером. Сложнее в конфигурации чем другие. Часто используется во встроенных системах, например в маршрутизаторах.
- LiteSpeed Web Server.
- IIS — веб-сервер от компании Microsoft для Windows.
- HTTP File Server — свободный файловый веб-сервер c графическим интерфейсом.

## Клиенты
В качестве клиентов для обращения к веб-серверам могут использоваться различные программы и устройства:
- веб-браузер, работающий на настольном компьютере или переносном устройстве (например, карманном ПК);
- разнообразные программы, самостоятельно обращающиеся к веб-серверам для получения обновлений или другой информации (например, антивирус может периодически запрашивать у определённого веб-сервера обновления своих баз данных);
- мобильный телефон, получающий доступ к ресурсам веб-сервера при помощи протокола WAP;
- другие цифровые устройства или бытовая техника.

## Отличие веб-сервера от сервера приложений
Основное отличие веб-сервера от сервера приложений заключается в том, что веб-сервер предназначен для обслуживания статических страниц, например HTML и CSS, тогда как сервер приложений отвечает за генерацию динамического содержимого путём выполнения кода на стороне сервера, например, JSP, EJB и т. п.